# 宿毛内海道路
宿毛内海道路（すくもうちうみどうろ）は、宿毛市 - 愛南町間の円滑な交通確保と道路冠水による通行止めの解消目的とした道路で、高知県宿毛市の宿毛和田ICから、愛媛県南宇和郡愛南町の内海ICに至る、四国横断自動車道に並行する一般国道自動車専用道路である。

## 概要
- 路線名 : 一般国道56号 宿毛内海道路
- 起点 : 高知県宿毛市和田[1]
- 終点：愛媛県南宇和郡内海[2]
- 延長 :
- 規格: 第1種第3級[1][3]
- 設計速度：80 km/h[1][3]
- 車線数： 2車線[1][3]

## 道路の位置関係
四国横断自動車道
徳島南部自動車道 - 徳島自動車道 - 高松自動車道 - 高知自動車道 - ※須崎道路 - 高知自動車道 - ※窪川佐賀道路 - ※佐賀大方道路 - ※大方四万十道路 - ※中村宿毛道路 - ※宿毛内海道路 - ※津島道路 - ※宇和島道路 - 松山自動車道 - ※大洲道路
※は高速自動車国道に並行する一般国道自動車専用道路。

## インターチェンジなど
- 施設名欄の背景色が■である部分は施設が供用されていない、または完成していないことを示す。

| IC 番号               | 施設名     | 接続路線名                             | 起点 から （km） | 備考   | 所在地                 | 所在地 |
| --------------------- | ---------- | -------------------------------------- | ---------------- | ------ | ---------------------- | ------ |
| E56 中村宿毛道路      |            |                                        |                  |        |                        |        |
| 29                    | 宿毛和田IC | 国道56号(現道)                         | 0.0              |        | 宿毛市和田             |        |
| -                     | 宿毛新港IC | 国道56号(現道)                         | 7.1              | 事業中 | 宿毛市樺               |        |
| -                     | 一本松IC   | 国道56号(現道)                         | 11.8             | 事業中 | 南宇和郡愛南町中川     |        |
| -                     | 城辺IC     | 国道56号(現道)、町道城辺インター連絡線 |                  | 事業中 | 南宇和郡愛南町城辺甲   |        |
| -                     | 御荘IC     | 国道56号(現道)、町道御荘インター連絡線 | 21.6             | 事業中 | 南宇和郡愛南町御荘平城 |        |
| -                     | 内海IC     | 国道56号(現道)                         | 29.2             | 事業中 | 南宇和郡愛南町柏       |        |
| E56津島道路（事業中） |            |                                        |                  |        |                        |        |

## 歴史
- 2021年（令和3年）：都市計画決定[2]
- 2022年度（令和4年度）：宿毛新港IC - 一本松IC間が「宿毛内海道路（宿毛新港〜一本松）」として[1]、および御荘IC - 内海IC間が「宿毛内海道路（御荘〜内海）」として[2]それぞれ事業化された。
- 2024年度（令和6年度）：宿毛和田IC - 宿毛新港IC間が「宿毛内海道路（宿毛和田〜宿毛新港）」として、および一本松IC - 御荘IC間が「宿毛内海道路（一本松〜御荘）」としてそれぞれ事業化された[4]。これにより、全区間で事業化となった。

## 地理

### 通過する自治体
- 高知県
  - 宿毛市
- 愛媛県
  - 南宇和郡愛南町

### 接続する高速道路
- E56 中村宿毛道路（宿毛和田ICで直結予定）
- E56 津島道路（内海ICで直結予定）